# أبفيل (لويزيانا)
أبفيل (بالإنجليزية: Abbeville, Louisiana)‏ هي مدينة تقع في الولايات المتحدة في لويزيانا.

## التركيبة السكانية
حدّد مكتب تعداد الولايات المتحدة بيانات التركيبة السكانية لأبفيل في تعداد الولايات المتحدة. في ما يلي، التركيبة السكانية حسب تعدادي 2000 و2010.

### تعداد عام 2000
بلغ عدد سكان أبفيل 11,887 نسمة بحسب تعداد عام 2000، وبلغ عدد الأسر 4,499 أسرة وعدد العائلات 3,013 عائلة مقيمة في المدينة. في حين سجلت الكثافة السكانية 755.2 نسمة لكل كيلومتر مربع (1,956.0/ميل2). وبلغ عدد الوحدات السكنية 5,125 وحدة بمتوسط كثافة قدره 325.6 لكل كيلومتر مربع (843.3/ميل2).
وتوزع التركيب العرقي للمدينة بنسبة 54.29% من البيض و38.56% من الأمريكيين الأفارقة و0.19% من الأمريكيين الأصليين و5.50% من الأمريكيين ذوي الأصول الآسيوية و0.39% من الأعراق الأخرى و1.06% من عرقين مختلطين أو أكثر و1.93% من الهسبانيون أو اللاتينيون من أي عرق.
بلغ عدد الأسر 4,499 أسرة كانت نسبة 38.2% منها لديها أطفال تحت سن الثامنة عشر تعيش معهم، وبلغت نسبة الأزواج القاطنين مع بعضهم البعض 40.6% من أصل المجموع الكلي للأسر، ونسبة 21.5% من الأسر كان لديها معيلات من الإناث دون وجود شريك، بينما كانت نسبة 4.9% من الأسر لديها معيلون من الذكور دون وجود شريكة وكانت نسبة 33% من غير العائلات. تألفت نسبة 28.7% من أصل جميع الأسر من عدة أفراد يعيشون في نفس المنزل ونسبة 14% كانت تتألف من شخص يعيش بمفرده يبلغ من العمر 65 عاماً أو أكثر. وبلغ متوسط حجم الأسرة المعيشية 2.60، أما متوسط حجم العائلات فبلغ 3.23.
بلغ العمر الوسطي للسكان 34.1 عاماً. وكانت نسبة 29.6% من القاطنين تحت سن الثامنة عشر، وكانت نسبة 9.4% بين الثامنة عشر والرابعة والعشرين عاماً، ونسبة 25.5% كانت واقعةً في الفئة العمرية ما بين الخامسة والعشرين والرابعة والأربعين عاماً، ونسبة 19.3% كانت ما بين الخامسة والأربعين والرابعة والستين، ونسبة 14.8% كانت ضمن فئة الخامسة والستين عاماً فما فوق. يوجد لكل 100 أنثى 86.5 ذكر، ويوجد لكل 100 أنثى في الثامنة عشر من عمرها فما فوق 81.9 ذكر.
بلغ متوسط دخل الأسرة في المدينة 19,714 دولارًا، أما متوسط دخل العائلة فبلغ 21,400 دولارًا. وكان متوسط دخل الذكور 27,766 دولارًا مقابل 16,073 دولارًا للإناث. وسجل دخل الفرد الخاص بالمدينة 11,680 دولارًا. وكانت نسبة 33.3% من العائلات ونسبة 37.7% من السكان تحت خط الفقر، وكان من هؤلاء نسبة 53.9% تحت سن الثامنة عشر ونسبة 23.6% في الخامسة والستين من العمر وما فوق.

### تعداد عام 2010
بلغ عدد سكان أبفيل 12,257 نسمة بحسب تعداد عام 2010، وبلغ عدد الأسر 4,698 أسرة وعدد العائلات 2,973 عائلة مقيمة في المدينة. في حين سجلت الكثافة السكانية 778.7 نسمة لكل كيلومتر مربع (2,016.8/ميل2). وبلغ عدد الوحدات السكنية 5,257 وحدة بمتوسط كثافة قدره 334 لكل كيلومتر مربع (865.1/ميل2).
وتوزع التركيب العرقي للمدينة بنسبة 50.03% من البيض و41.03% من الأمريكيين الأفارقة و0.26% من الأمريكيين الأصليين و5.18% من الأمريكيين ذوي الأصول الآسيوية و1.49% من الأعراق الأخرى و2.01% من عرقين مختلطين أو أكثر و3.14% من الهسبانيون أو اللاتينيون من أي عرق.
بلغ عدد الأسر 4,698 أسرة كانت نسبة 36.5% منها لديها أطفال تحت سن الثامنة عشر تعيش معهم، وبلغت نسبة الأزواج القاطنين مع بعضهم البعض 33.4% من أصل المجموع الكلي للأسر، ونسبة 24.4% من الأسر كان لديها معيلات من الإناث دون وجود شريك، بينما كانت نسبة 5.5% من الأسر لديها معيلون من الذكور دون وجود شريكة وكانت نسبة 36.7% من غير العائلات. تألفت نسبة 31.5% من أصل جميع الأسر من عدة أفراد يعيشون في نفس المنزل ونسبة 12.3% كانت تتألف من شخص يعيش بمفرده يبلغ من العمر 65 عاماً أو أكثر. وبلغ متوسط حجم الأسرة المعيشية 2.53، أما متوسط حجم العائلات فبلغ 3.20.
بلغ العمر الوسطي للسكان 33.6 عاماً. وكانت نسبة 28.7% من القاطنين تحت سن الثامنة عشر، وكانت نسبة 9.6% بين الثامنة عشر والرابعة والعشرين عاماً، ونسبة 23.9% كانت واقعةً في الفئة العمرية ما بين الخامسة والعشرين والرابعة والأربعين عاماً، ونسبة 23.2% كانت ما بين الخامسة والأربعين والرابعة والستين، ونسبة 14.6% كانت ضمن فئة الخامسة والستين عاماً فما فوق. وتوزع التركيب الجنسي للسكان بنسبة 46.3% ذكور و53.7% إناث.

## المناخ
يظهر الجدول التالي التغييرات المناخية على مدار السنة لأبفيل:
| البيانات المناخية لـأبفيل         | البيانات المناخية لـأبفيل | البيانات المناخية لـأبفيل | البيانات المناخية لـأبفيل | البيانات المناخية لـأبفيل | البيانات المناخية لـأبفيل | البيانات المناخية لـأبفيل | البيانات المناخية لـأبفيل | البيانات المناخية لـأبفيل | البيانات المناخية لـأبفيل | البيانات المناخية لـأبفيل | البيانات المناخية لـأبفيل | البيانات المناخية لـأبفيل | البيانات المناخية لـأبفيل |
| الشهر                             | يناير                     | فبراير                    | مارس                      | أبريل                     | مايو                      | يونيو                     | يوليو                     | أغسطس                     | سبتمبر                    | أكتوبر                    | نوفمبر                    | ديسمبر                    | المعدل السنوي             |
| --------------------------------- | ------------------------- | ------------------------- | ------------------------- | ------------------------- | ------------------------- | ------------------------- | ------------------------- | ------------------------- | ------------------------- | ------------------------- | ------------------------- | ------------------------- | ------------------------- |
| متوسط درجة الحرارة الكبرى °ف (°م) | 63.9 (17.7)               | 65.7 (18.7)               | 72.6 (22.6)               | 78.7 (25.9)               | 84.7 (29.3)               | 89.9 (32.2)               | 90.5 (32.5)               | 91.2 (32.9)               | 88.2 (31.2)               | 81.7 (27.6)               | 72.0 (22.2)               | 64.5 (18.1)               | 78.6 (25.9)               |
| متوسط درجة الحرارة الصغرى °ف (°م) | 43.2 (6.2)                | 45.0 (7.2)                | 51.8 (11.0)               | 58.0 (14.4)               | 64.4 (18.0)               | 70.8 (21.6)               | 72.3 (22.4)               | 72.6 (22.6)               | 68.1 (20.1)               | 57.8 (14.3)               | 48.8 (9.3)                | 43.8 (6.6)                | 58.1 (14.5)               |
| الهطول إنش (مم)                   | 5.1 (130)                 | 4.1 (100)                 | 4.2 (110)                 | 4.1 (100)                 | 4.9 (120)                 | 6.4 (160)                 | 6.5 (170)                 | 6.0 (150)                 | 5.5 (140)                 | 4.3 (110)                 | 4.4 (110)                 | 5.0 (130)                 | 60.5 (1٬540)              |
| المصدر: Weatherbase               |                           |                           |                           |                           |                           |                           |                           |                           |                           |                           |                           |                           |                           |

## أعلام
- روي يونغ
- جورج كالدويل
- بوبي تشارلز
- أنتوني ليفين
- راي بروسارد